# ジェームズ・ハルセル
ジェームズ・ハルセル（James Donald Halsell, Jr.、1956年9月29日-）は、アメリカ空軍の軍人で、アメリカ航空宇宙局の宇宙飛行士である。5度のスペースシャトルのミッションを経験した。彼は無重力空間を漂い、宇宙から地球を見るのが好きだと語っている。
ハルセルはルイジアナ州ウェスト・モンローで生まれ育ち、空軍士官学校に通った。テストパイロットとしての訓練を受けると、F-4、F-16、SR-71等を操縦した。ハルセルは1990年に宇宙飛行士の候補に選ばれ、スペースシャトルの操縦手としての訓練を受けた。彼は操縦士として、1994年のSTS-65、1995年のSTS-74に、船長として、1997年のSTS-83、STS-94、2000年のSTS-101に搭乗した。
2000年から2002年にはケネディ宇宙センターでスペースシャトル計画の打上げの責任者となり、13度の打上げに携わった。コロンビア号空中分解事故後は、飛行計画チームを率い、事故調査チームの提言を計画に反映させる業務を担い、2005年のミッションの再開につなげた。
彼は2006年11月にNASAを退職し、ATKランチ・システムズ・グループに就職してマーシャル宇宙飛行センターのATK側のサイトマネージャーとなった。